# تود بروكر
تود بروكر هو متزحلق جبال الألب كندي، ولد في 24 نوفمبر 1959 في واترلو في كندا.

## وصلات خارجية
- تود بروكر على موقع الاتحاد الدولي للتزلج (التزلج على المنحدرات الثلجية) (الإنجليزية)
- تود بروكر على موقع اللجنة الأولمبية الدولية (الإنجليزية)
- تود بروكر على موقع أوليمبيديا (الإنجليزية)